# Tobias Hippler

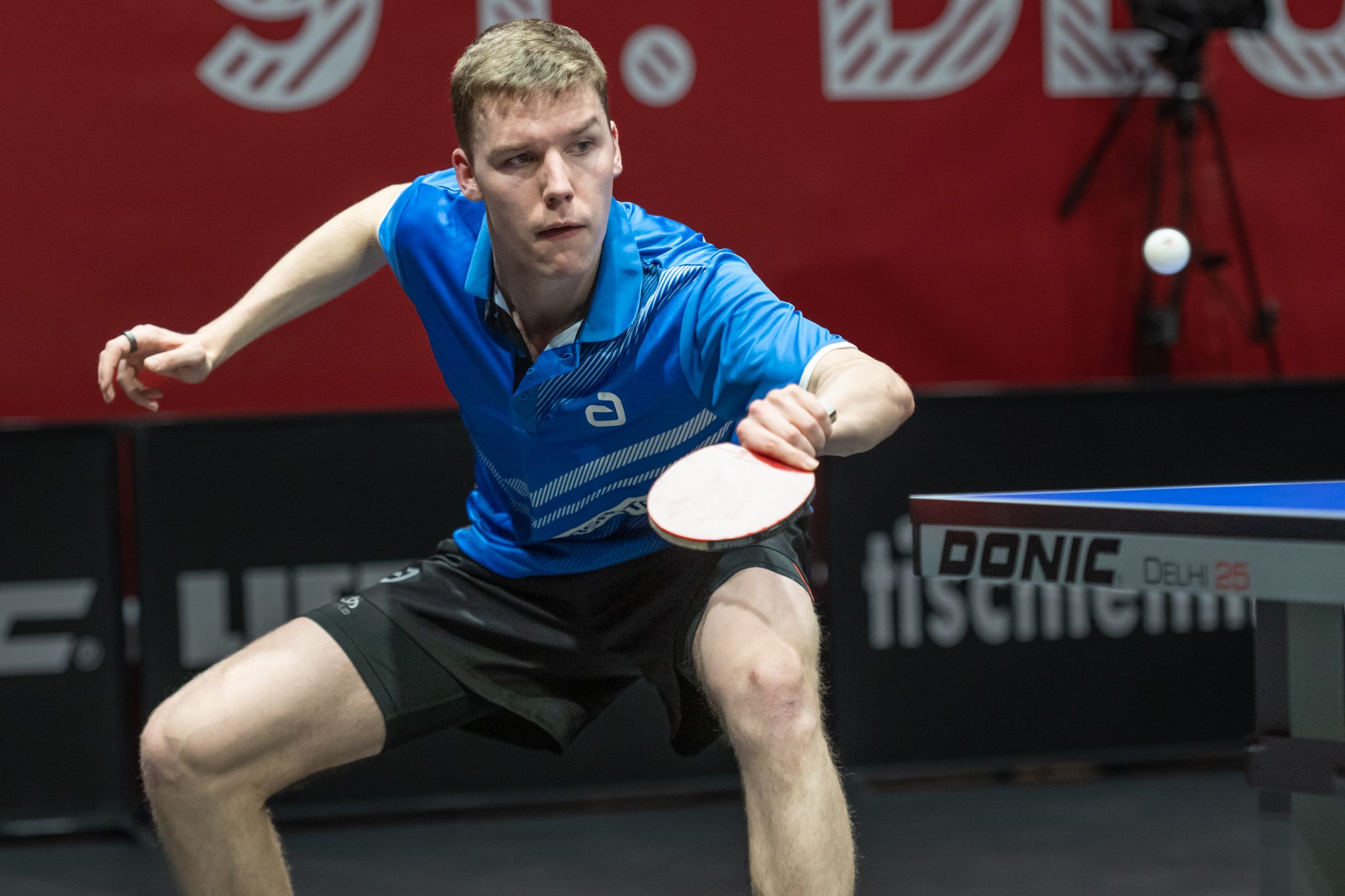
Tobias Hippler (Deutsche Tischtennis-Meisterschaft 2023)

Tobias Hippler (* 29. April 1999 in Sulingen) ist ein deutscher Tischtennisspieler. Er ist Linkshänder und verwendet die Shakehand-Schlägerhaltung.
Tobias Hippler wurde 2015 und 2016 deutscher Jugendmeister im Doppel zusammen mit Nils Hohmeier. 2016 wurden beide auch Europameister im Jugend-Doppel. Im Jahr 2020 wechselte Hippler von TuS Celle zum FC Köln in die Zweite Bundesliga, 2025 zu ASV Grünwettersbach in die 1. Bundesliga. 2025 wurde er zusammen mit Tanja Krämer Deutscher Meister im Mixed.